# تاش‌کیران (یوسف‌علی)
تاش‌کیران (به ترکی استانبولی: Taşkıran) یک منطقهٔ مسکونی در ترکیه است که در یوسف‌علی واقع شده‌است. تاش‌کیران ۳۸۱ نفر جمعیت دارد.